# Andinosaura
Andinosaura is een geslacht van hagedissen uit de familie Gymnophthalmidae.
De groep werd voor het eerst wetenschappelijk beschreven door Sánchez-Pacheco et al in 2017. Alle soorten behoorden lange tijd tot het geslacht Riama maar werden hiervan afgesplitst. Er zijn elf soorten, inclusief twee soorten die pas in 2012 voor het eerst wetenschappelijk zijn beschreven.
Alle soorten komen voor in delen van Zuid-Amerika, acht soorten zijn endemisch in Ecuador en drie soorten komen alleen voor in Colombia.

## Soortenlijst
| Soorten uit het geslacht Andinosaura | Soorten uit het geslacht Andinosaura                      | Soorten uit het geslacht Andinosaura |
| ------------------------------------ | --------------------------------------------------------- | ------------------------------------ |
| Naam                                 | Auteur                                                    | Verspreidingsgebied                  |
| Andinosaura afrania                  | Arredondo & Sánchez-Pacheco, 2010                         | Colombia                             |
| Andinosaura aurea                    | Sánchez-Pacheco, Aguirre-Peñafiel & Torres-Carvajal, 2012 | Ecuador                              |
| Andinosaura crypta                   | Sánchez-Pacheco, Kizirian & Sales Nunes, 2011             | Ecuador                              |
| Andinosaura hyposticta               | Boulenger, 1902                                           | Ecuador                              |
| Andinosaura kiziriani                | Sánchez-Pacheco, Aguirre-Peñafiel & Torres-Carvajal, 2012 | Ecuador                              |
| Andinosaura laevis                   | Boulenger, 1908                                           | Colombia                             |
| Andinosaura oculata                  | O'Shaughnessy, 1879                                       | Ecuador                              |
| Andinosaura petrorum                 | Kizirian, 1996                                            | Ecuador                              |
| Andinosaura stellae                  | Sánchez-Pacheco, 2010                                     | Colombia                             |
| Andinosaura vespertina               | Kizirian, 1996                                            | Ecuador                              |
| Andinosaura vieta                    | Kizirian, 1996                                            | Ecuador                              |

Acratosaura · 
Adercosaurus · 
Alexandresaurus · 
Acratosaura · 
Adercosaurus · 
Alexandresaurus · 
Amapasaurus · 
Anadia · 
Andinosaura · 
Anotosaura · 
Arthrosaura · 
Bachia · 
Calyptommatus · 
Caparaonia · 
Cercosaura · 
Colobodactylus · 
Colobosaura · 
Colobosauroides · 
Dryadosaura · 
Echinosaura · 
Ecpleopus · 
Euspondylus · 
Gelanesaurus · 
Gymnophthalmus · 
Heterodactylus · 
Iphisa · 
Kaieteurosaurus · 
Leposoma · 
Loxopholis · 
Macropholidus · 
Marinussaurus · 
Micrablepharus · 
Neusticurus · 
Nothobachia · 
Oreosaurus · 
Pantepuisaurus · 
Petracola · 
Pholidobolus · 
Placosoma · 
Potamites · 
Procellosaurinus · 
Proctoporus · 
Psilops · 
Rhachisaurus · 
Riama · 
Riolama · 
Rondonops · 
Scriptosaura · 
Stenolepis · 
Tretioscincus · 
Vanzosaura